# 쓰치자와역
쓰치자와역(일본어: 土沢駅)은 일본 이와테현 하나마키시에 위치한 동일본 여객철도 가마이시 선의 철도역이다. 상대식 승강장 2면 2선의 구조를 갖춘 지상역이다.

## 타는 곳
| 1 | ■ 가마이시 선 | 하행 | 도노 · 가마이시 방면 |
| 2 | ■ 가마이시 선 | 상행 | 하나마키 방면        |

## 이용 현황
| 연도     | 1일 평균 | 연도     | 1일 평균 |
| 2000년도 | 256      | 2008년도 | 202      |
| 2001년도 | 253      | 2009년도 | 185      |
| 2002년도 | 256      | 2010년도 | 154      |
| 2003년도 | 240      | 2011년도 | 167      |
| 2004년도 | 231      | 2012년도 | 183      |
| 2005년도 | 223      | 2013년도 | 181      |
| 2006년도 | 200      | 2014년도 | 185      |
| 2007년도 | 231      |          |          |
| -------- | -------- | -------- | -------- |

## 역 주변
- 가마이시 자동차도 도와 나들목
- 국도 제283호선 · 국도 제456호선
- 하나마키 시청 도와 종합지소
- 쓰치자와 상점가
- 요로즈 데쓰고로 기념관

## 인접 역
| 동일본 여객철도 가마이시 선 | 동일본 여객철도 가마이시 선   | 동일본 여객철도 가마이시 선 |
| --------------------------- | ----------------------------- | --------------------------- |
| 신하나마키 모리오카 방면    | ■ 가마이시 선 쾌속 '하마유리' | 미야모리 가마이시 방면      |
| 오야마다 하나마키 방면      | ■ 가마이시 선 보통            | 하루야마 가마이시 방면      |